# 45ª edizione del Myungin
La 45ª edizione del Myungin è stata disputata tra il 4 luglio e il 6 ottobre 2022. Nella finale, Shin Min-jun ha sconfitto per 2-0 Shin Jin-seo, ottenendo questo titolo per la prima volta.

## Formato
La 45ª edizione del Myungin è stata la seconda disputata col nuovo sponsor, la SG Corporation e col nuovo formato.
Dodici goisti si sono qualificati attraverso dei tornei preliminari a eliminazione diretta, disputati tra il 22 e il 27 giugno, i restanti quattro goisti hanno acceduto direttamente al torneo principale o hanno ottenuto una wild card.
Il torneo principale è a doppia eliminazione: prevede un tabellone dei vincenti, in cui chi vince gli scontri a eliminazione diretta prosegue; gli sconfitti di ciascun turno passano nel tabellone degli sconfitti, in cui una sconfitta ulteriore significa l'eliminazione dalla competizione. Il vincitore della finale dei vincenti e quello della finale degli sconfitti si affrontano al meglio delle tre partite.
| Partecipante                                                 | Partecipante       | Partecipante      | Primo turno        | Secondo turno      | Semifinali         | Finale Vincenti  | Finale                |
| ------------------------------------------------------------ | ------------------ | ----------------- | ------------------ | ------------------ | ------------------ | ---------------- | --------------------- |
| Seol Hyun-jun 7d                                             | Seol Hyun-jun 7d   | Seol Hyun-jun 7d  | Kang Seung-min N+R | Park Jung-hwan B+R | Park Jung-hwan B+R | Shin Jin-seo N+R | Shin Min-jun N+R, B+R |
| Kang Seung-min 8d                                            |                    |                   | Kang Seung-min N+R | Park Jung-hwan B+R | Park Jung-hwan B+R | Shin Jin-seo N+R | Shin Min-jun N+R, B+R |
| Park Jung-hwan 9d                                            | Park Jung-hwan 9d  | Park Jung-hwan 9d | Park Jung-hwan N+R | Park Jung-hwan B+R | Park Jung-hwan B+R | Shin Jin-seo N+R | Shin Min-jun N+R, B+R |
| Cho Kwang-yu 4d                                              |                    |                   | Park Jung-hwan N+R | Park Jung-hwan B+R | Park Jung-hwan B+R | Shin Jin-seo N+R | Shin Min-jun N+R, B+R |
| An Cho-yeong 9d                                              | An Cho-yeong 9d    | An Cho-yeong 9d   | An Cho-yeong B+R   | Won Sung-jin N+0,5 | Park Jung-hwan B+R | Shin Jin-seo N+R | Shin Min-jun N+R, B+R |
| Hong Moo-jin 5d                                              |                    |                   | An Cho-yeong B+R   | Won Sung-jin N+0,5 | Park Jung-hwan B+R | Shin Jin-seo N+R | Shin Min-jun N+R, B+R |
| Byun Sang-il 9d                                              | Byun Sang-il 9d    | Byun Sang-il 9d   | Won Sung-jin N+0,5 | Won Sung-jin N+0,5 | Park Jung-hwan B+R | Shin Jin-seo N+R | Shin Min-jun N+R, B+R |
| Won Sung-jin 9d                                              |                    |                   | Won Sung-jin N+0,5 | Won Sung-jin N+0,5 | Park Jung-hwan B+R | Shin Jin-seo N+R | Shin Min-jun N+R, B+R |
| Lee Ji-hyun 9d                                               | Lee Ji-hyun 9d     | Lee Ji-hyun 9d    | Shin Min-jun N+R   | Kim Ji-seok B+R    | Shin Jin-seo N+R   | Shin Jin-seo N+R | Shin Min-jun N+R, B+R |
| Shin Min-jun 9d                                              |                    |                   | Shin Min-jun N+R   | Kim Ji-seok B+R    | Shin Jin-seo N+R   | Shin Jin-seo N+R | Shin Min-jun N+R, B+R |
| Kim Ji-seok 9d                                               | Kim Ji-seok 9d     | Kim Ji-seok 9d    | Kim Ji-seok B+R    | Kim Ji-seok B+R    | Shin Jin-seo N+R   | Shin Jin-seo N+R | Shin Min-jun N+R, B+R |
| Kim Seung-jun 9d                                             |                    |                   | Kim Ji-seok B+R    | Kim Ji-seok B+R    | Shin Jin-seo N+R   | Shin Jin-seo N+R | Shin Min-jun N+R, B+R |
| Shin Jin-seo 9d                                              | Shin Jin-seo 9d    | Shin Jin-seo 9d   | Shin Jin-seo N+R   | Shin Jin-seo B+R   | Shin Jin-seo N+R   | Shin Jin-seo N+R | Shin Min-jun N+R, B+R |
| Kim Se-dong 8d                                               |                    |                   | Shin Jin-seo N+R   | Shin Jin-seo B+R   | Shin Jin-seo N+R   | Shin Jin-seo N+R | Shin Min-jun N+R, B+R |
| Sim Jae-ik 5d                                                | Sim Jae-ik 5d      | Sim Jae-ik 5d     | Sim Jae-ik N+R     | Shin Jin-seo B+R   | Shin Jin-seo N+R   | Shin Jin-seo N+R | Shin Min-jun N+R, B+R |
| Choi Jeong 9d                                                |                    |                   | Sim Jae-ik N+R     | Shin Jin-seo B+R   | Shin Jin-seo N+R   | Shin Jin-seo N+R | Shin Min-jun N+R, B+R |
| Sopra: tabellone dei vincenti; sotto: tabellone dei perdenti |                    |                   |                    |                    |                    |                  | Shin Min-jun N+R, B+R |
| Seol Hyun-jun 7d                                             | Lee Ji-hyun B+R    | Lee Ji-hyun B+R   | Lee Ji-hyun N+R    | Won Sung-jin N+R   | Shin Min-jun N+R   | Shin Min-jun N+R | Shin Min-jun N+R, B+R |
| Lee Ji-hyun 9d                                               | Lee Ji-hyun B+R    | Lee Ji-hyun B+R   | Lee Ji-hyun N+R    | Won Sung-jin N+R   | Shin Min-jun N+R   | Shin Min-jun N+R | Shin Min-jun N+R, B+R |
| Sim Jae-ik 5d                                                |                    | Lee Ji-hyun B+R   | Lee Ji-hyun N+R    | Won Sung-jin N+R   | Shin Min-jun N+R   | Shin Min-jun N+R | Shin Min-jun N+R, B+R |
| Cho Kwang-yu 4d                                              | Cho Kwang-yu B+3,5 | An Cho-yeong N+R  | Lee Ji-hyun N+R    | Won Sung-jin N+R   | Shin Min-jun N+R   | Shin Min-jun N+R | Shin Min-jun N+R, B+R |
| Kim Seung-jun 9d                                             | Cho Kwang-yu B+3,5 | An Cho-yeong N+R  | Lee Ji-hyun N+R    | Won Sung-jin N+R   | Shin Min-jun N+R   | Shin Min-jun N+R | Shin Min-jun N+R, B+R |
| An Cho-yeong 9d                                              |                    | An Cho-yeong N+R  | Lee Ji-hyun N+R    | Won Sung-jin N+R   | Shin Min-jun N+R   | Shin Min-jun N+R | Shin Min-jun N+R, B+R |
| Won Sung-jin 9d                                              |                    |                   |                    | Won Sung-jin N+R   | Shin Min-jun N+R   | Shin Min-jun N+R | Shin Min-jun N+R, B+R |
| Hong Moo-jin 5d                                              | Hong Moo-jin B+2,5 | Shin Min-jun N+R  | Shin Min-jun N+R   | Shin Min-jun N+R   | Shin Min-jun N+R   | Shin Min-jun N+R | Shin Min-jun N+R, B+R |
| Kim Se-dong 8d                                               | Hong Moo-jin B+2,5 | Shin Min-jun N+R  | Shin Min-jun N+R   | Shin Min-jun N+R   | Shin Min-jun N+R   | Shin Min-jun N+R | Shin Min-jun N+R, B+R |
| Shin Min-jun 9d                                              |                    | Shin Min-jun N+R  | Shin Min-jun N+R   | Shin Min-jun N+R   | Shin Min-jun N+R   | Shin Min-jun N+R | Shin Min-jun N+R, B+R |
| Byun Sang-il 9d                                              | Byun Sang-il N+R   | Byun Sang-il N+R  | Shin Min-jun N+R   | Shin Min-jun N+R   | Shin Min-jun N+R   | Shin Min-jun N+R | Shin Min-jun N+R, B+R |
| Choi Jeong 9d                                                | Byun Sang-il N+R   | Byun Sang-il N+R  | Shin Min-jun N+R   | Shin Min-jun N+R   | Shin Min-jun N+R   | Shin Min-jun N+R | Shin Min-jun N+R, B+R |
| Kang Seung-min 8d                                            |                    | Byun Sang-il N+R  | Shin Min-jun N+R   | Shin Min-jun N+R   | Shin Min-jun N+R   | Shin Min-jun N+R | Shin Min-jun N+R, B+R |
| Kim Ji-seok 9d                                               |                    |                   |                    | Shin Min-jun N+R   | Shin Min-jun N+R   | Shin Min-jun N+R | Shin Min-jun N+R, B+R |
| Park Jung-hwan 9d                                            |                    |                   |                    |                    |                    | Shin Min-jun N+R | Shin Min-jun N+R, B+R |
| Partecipante                                                 | Primo turno        | Secondo turno     | Terzo turno        | Quarti di finale   | Semifinali         | Finale Perdenti  | Finale                |

### Finale
La finale è stata una sfida al meglio delle tre partite tra il vincitore del tabellone dei vincenti, Shin Jin-seo e il vincitore del tabellone dei perdenti, Shin Min-jun. Dalla ripresa del Myungin nel 2021, si tratta della seconda finale su due per Jin-seo e della prima per Min-jun.